# KetnetKick 2
KetnetKick 2 was een interactief 3D-computerspel ontwikkeld door Ketnet, dat verkrijgbaar was op cd-rom.
KetnetKick 2 is een crossmediaal "PC2TV"-product van de VRT (van pc naar tv en omgekeerd). Het is een multimedia-applicatie voor pc waarmee kinderen vanaf 6 jaar spelenderwijs vertrouwd kunnen raken met de interactiviteit tussen pc/internet en tv.
KetnetKick 2 speelt zich af op 'Het Mysterieuze Eiland', dat niet bereikbaar was in het eerste spel.
KetnetKick staat voor Ketnet Interactive Community voor Kinderen en is een virtueel platform om op termijn een interactieve kindercommunity op te bouwen rond vier centrale elementen: spelen, creëren, communiceren en informeren. In virtuele 3D-studio's kunnen spelers onder meer muziek componeren, dansjes improviseren, tekeningen maken,een racebaan bouwen en spelletjes spelen. Die creaties worden gebruikt in de uitzendingen van Ketnet. Zo kunnen kinderen actief deelnemen aan Ketnet-tv.

## KetnetKick 2 sinds november 2010
Sinds november 2010 is KetnetKick 2 aangekomen bij versie 1.0.0.109. Deze update brengt met zich mee dat je geen Ketprofiel meer nodig hebt om in te loggen, er zijn enkele sterren verdwenen en werkjes naar Ketnet sturen is ook onmogelijk geworden. Eveneens als het spelen, chatten of aanmaken met/van vrienden. Op de website van Ketnet is ook alle informatie van KetnetKick 2 verdwenen op één pagina na. 